# 빅토리야 로시치나
빅토리야 볼로디미리우나 로시치나(우크라이나어: Вікторія Володимирівна Рощина, 1996년 10월 6일~2024년 9월 19일)는 2022년 러시아의 우크라이나 침공과 마리우폴 포위전에 대해 보도를 한 우크라이나의 언론인이다. 자포리자에서 태어난 로시치나는 2023년 8월 실종됐고, 러시아에 억류된 후 사망했었음이 2024년 10월에 확인됐다. 로시치나의 유해가 우크라이나에 반환됐을 때 고문 흔적이 있었고 몇몇 장기가 제거됐었다. 우크라이나 정부는 로시치나의 죽음을 잠재적인 살인 및 전쟁 범죄로서 조사하겠다고 밝혔다.